# Cá cóc Tam Đảo
Cá cóc Tam Đảo (danh pháp khoa học: Paramesotriton deloustali), còn gọi là tắc kè nước, sa giông bụng hoa hay cá cóc bụng hoa, là một loài động vật lưỡng cư đặc hữu của vùng núi Tam Đảo, Việt Nam.

## Đặc điểm chung
Cá cóc Tam Đảo có cơ thể dài giống như thằn lằn. Chúng có đuôi dẹp và da thiếu vảy. Trên da có nhiều mụn xù xì và tiết chất nhầy. Những mụn cóc này thường làm thành dãy dọc sống lưng kéo dài tới đuôi. Lưng cá có màu đen. Bụng màu đỏ, có những đường xám đen nối với nhau tạo thành hình mạng vân đỏ. Chiều dài 144 - 206,5mm. Thân trước có 2 chi nhô ra và có thể dùng để di chuyển, thân sau có vây và đuôi như loài cá.

## Sinh thái
Cá cóc có thể di chuyển và sống cả trên cạn lẫn dưới nước, khi di chuyển trên cạn loài này dùng 2 chi trước của mình, hình thù của nửa thân trước cùng dáng di chuyển có phần giống với loài cóc sống trên cạn.

## Phân bố
Được các nhà khoa học phát hiện ở các suối của dãy núi Tam Đảo và ở một số nơi thuộc địa bàn các tỉnh Vĩnh Phúc, Tuyên Quang và Thái Nguyên.

## Tình trạng loài

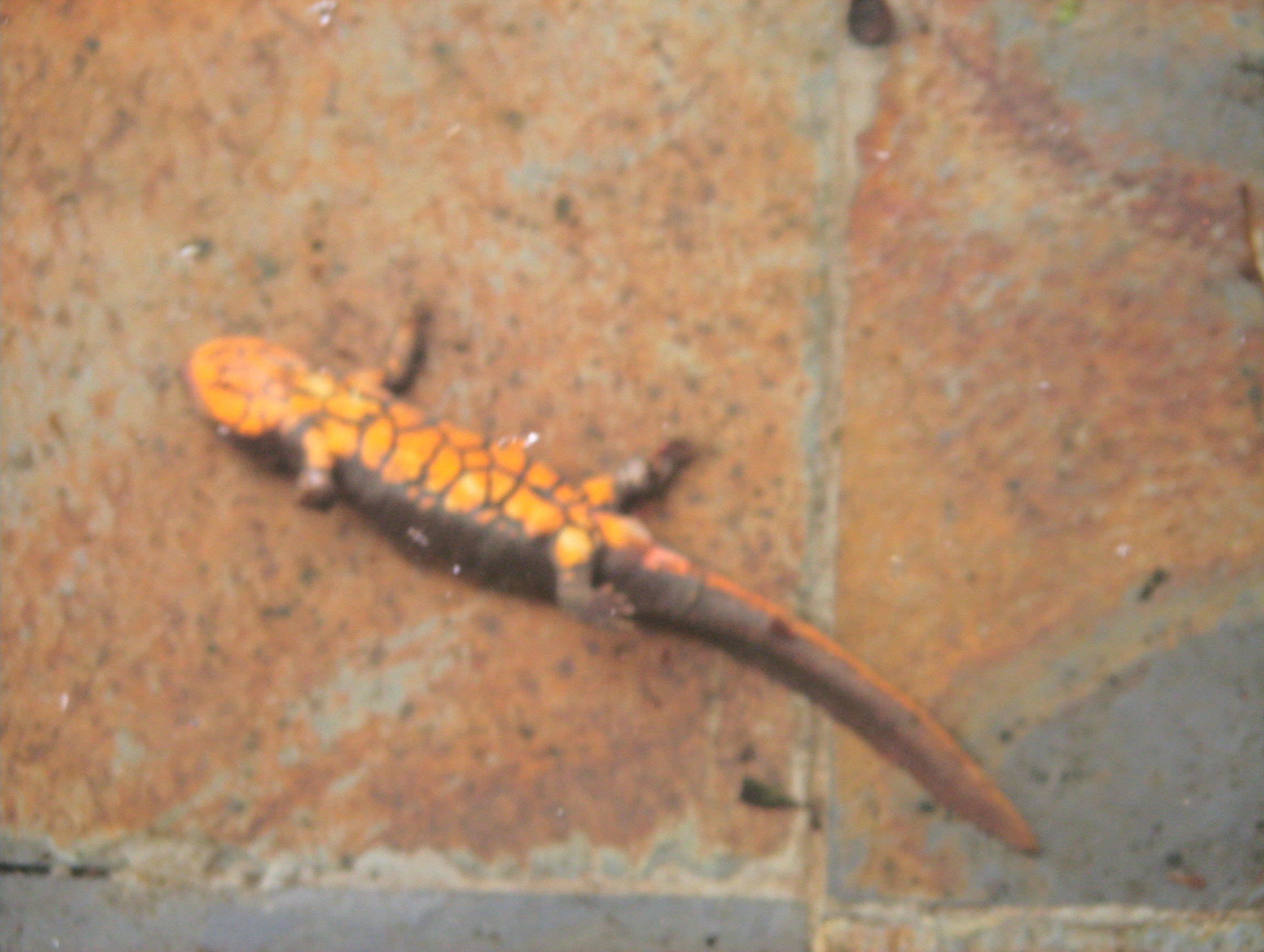
Cá cóc Tam Đảo có bụng hoa.

Nó được ghi nhận là một trong 5 loài cá cóc Việt Nam theo chương trình hợp tác nghiên cứu về đa dạng sinh học ở Việt Nam giữa Viện sinh thái và tài nguyên sinh vật (IEBR) với Bảo tàng động vật Konic, Bon (Đức - ZFMK).
Loài này hiện số lượng còn lại rất ít và đang có nguy cơ tuyệt chủng. Theo trang Web của IUCN thì tình trạng hiện nay (đánh giá năm 2004) của cá cóc Tam Đảo là VU B2ab(iii,v) (dễ thương tổn). Trước đây tại khu vực các thác nước trong khu du lịch Tam Đảo mà điển hình như thác Bạc, người ta có thể dễ dàng tìm thấy những chú cá cóc nhỏ này, nhưng hiện nay hầu như không còn thấy xuất hiện. Theo một số người dân bản địa đang sống tại đây, hiện giờ chỉ còn có thể thấy loài này trong các khe suối rậm rạp sâu trong rừng. Một vấn đề nữa là hiện nay đang có hiện tượng săn lùng cá cóc của một số người sống quanh khu vực vườn quốc gia Tam Đảo để bán cho những người sưu tầm động vật quý hiếm hay các mục đích bất chính khác càng đe dọa hơn nữa số lượng cá thể ít ỏi của loài này.
Loài này được chính phủ Việt Nam xếp vào nhóm 1B (những loài cần bảo vệ đặc biệt, cấm hoàn toàn việc khai thác) trong nghị định 32 của Thủ tướng chính phủ Việt Nam.